# Wisconsin State Open
Het Wisconsin State Open is een jaarlijks golftoernooi in de Verenigde Staten en maakte deel uit van de Amerikaanse PGA Tour, in de jaren 1930. Het toernooi vindt telkens plaats op verschillende golfbanen in de staat Wisconsin en wordt georganiseerd door de "Wisconsin of Professional Golf Association".

## Winnaars
| - 1919: Arthur Clarkson - 1920: Arthur Clarkson - 1921: Jimmy Mason - 1922: W.R. Lovekin - 1923: Neil McIntyre - 1924: Jack Blakeslee - 1925: Jack Blakeslee - 1926: Adolph Bock (a) - 1927: Francis Gallett - 1928: Frank Walsh - 1929: John Bird - 1930: Johnny Revolta - 1931: Johnny Revolta - 1932: Francis Gallett - 1933: Francis Gallett - 1934: Johnny Revolta (PGA Tour) - 1935: Johnny Revolta (PGA Tour) - 1936: Alvin "Butch" Krueger - 1937: Jim Milward (a) - 1938: Jim Milward - 1939: Francis Gallett - 1940: Alvin "Butch" Krueger - 1941: Hank Gardner - 1942: Francis Gallett - 1943: Geen toernooi (WO II) - 1944: Geen toernooi (WO II) - 1945: Floyd Leonard - 1946: Jim Milward - 1947: Jim Milward - 1948: Tommy Veech (a) - 1949: Alvin "Butch" Krueger - 1950: George Kinsman Jr. - 1951: Billy Milward (a) - 1952: Manuel de la Torre - 1953: Manuel de la Torre | - 1954: Walter Porterfield - 1955: Manuel de la Torre - 1956: Tommy Veech - 1957: Tommy Veech - 1958: Bob Brue (a) - 1959: Bob Brue (a) - 1960: Tom Puls - 1961: Manuel de la Torre - 1962: Tommy Veech - 1963: Bob Brue - 1964: Steve Bull - 1965: Eddie Davis - 1966: Eddie Davis - 1967: Steve Bull - 1968: Manuel de la Torre - 1969: John Toepel Jr. - 1970: Bob Brue - 1971: Ralph Schlicht - 1972: Bob Brue - 1973: Rolf Deming - 1974: Mark Bemowski (a) - 1975: Rick Rasmussen (a) - 1976: Dennis Tiziani - 1977: Rolf Deming - 1978: Larry Tiziani - 1979: Walter Porterfield - 1980: Roy Abrameit - 1981: Bill Kokott - 1982: Allen Christ (a) - 1983: Mike Muranyi - 1984: Greg Dick - 1985: Eddie Terasa - 1986: Bill Brodell - 1987: Steve Stricker (a) - 1988: Skip Kendall | - 1989: Skip Kendall - 1990: Steve Stricker - 1991: Steve Stricker - 1992: Jerry Kelly - 1993: Dave Miley - 1994: Ben Walter - 1995: Eddie Terasa - 1996: Jim Schuman - 1997: Ben Walter - 1998: Steve Stricker - 1999: Jim Schuman - 2000: Steve Stricker - 2001: Mark Wilson - 2002: Mario Tiziani - 2003: Jon Turcott (a) - 2004: David Roesch - 2005: Ben Walter - 2006: Jon Turcott - 2007: Dan Woltman (a) - 2008: Ryan Helminen - 2009: Dan Woltman (a) - 2010: Eddie Terasa - 2011: Jordan Niebrugge (a) - 2012: Andrew Steinhofer - 2013: Jim Lemon |